# Movimento das Forças Armadas
Movimento das Forças Armadas (MFA), på svenska Väpnade styrkornas rörelse, var en militär organisation i Portugal bildad i mars 1974 som spelade en avgörande roll i nejlikerevolutionen samma år. Rörelsen bestod av cirka 300 huvudsakligen yngre officerare som var missnöjda med landets politiska situation under Estado Novo-regimen, en auktoritär diktatur ledd av António de Oliveira Salazar och senare Marcello Caetano.
MFA bildades med målet att störta Estado Novo och återinföra demokrati i Portugal. Rörelsen kritiserade de långvariga kolonialkrigen i Afrika och det inhemska förtrycket. Den 25 april 1974 genomförde MFA en militärkupp utan blodsspillo som snabbt fick stöd från civilbefolkningen, vilken resulterade i att Caetano tvingades avgå och landsförvisades. En viktig faktor i kuppen var att militären hade ett stort stöd inom Portugal, där den till skillnad från många andra länder var mindre isolerad från resten av samhället. En dryg fjärdedel av alla portugisiska män hade varit i armén, och 1.5 miljoner portugisier hade varit utomlands i arméns tjänst. En bidragande faktor till MFA:s bildning och popularitet var de låga lönerna inom armén, både för befäl och andra yrkesmilitärer.
Efter kuppen etablerade MFA en övergångsregering och påbörjade Portugals demokratisering och dess koloniers avkolonisering. Inom ett år hade Portugal börjat omvandla sitt politiska system till en demokratisk republik. En av de viktigaste åtgärderna under denna process var upplösningen av PIDE/DGS, Estado Novos hemliga polis, samt frisläppandet av politiska fångar. MFA nationaliseringade även vissa ekonomiska sektorer och genomdrev jordreformer för att omfördela mark till jordbrukare.
Den 25 april 1975, exakt ett år efter revolutionen, hölls det första fria valet på flera decennier i Portugal för att välja en konstituerande församling. Denna församling fick i uppdrag att utarbeta en ny konstitution, vilken antogs 1976 och formaliserade landets övergång till demokrati. MFA:s inflytande minskade efter att den nya konstitutionen trädde i kraft, och de militära ledarna återgick till sina ordinarie roller inom försvarsmakten.

## Källförteckning
1. ↑  ”Movimento das Forças Armadas” (på europeisk portugisiska). Imprensa Nacional. https://imprensanacional.pt/history/movimento-das-forcas-armadas-programa/. Läst 6 juni 2024.
2. ↑  ”Portugal - Revolution, Autocracy, Dictatorship | Britannica” (på engelska). www.britannica.com. https://www.britannica.com/place/Portugal/The-New-State-after-Salazar. Läst 6 juni 2024.
3. 1 2  ”Love Ballads, Carnations, and Coups” (på amerikansk engelska). Army University Press. https://www.armyupress.army.mil/Journals/Military-Review/English-Edition-Archives/Mar-Apr-2019/18-Love-Ballads/. Läst 6 juni 2024.
4. ↑  Barroso, Luís (2020-12-17) (på engelska). Portugal’s Resistance to Decolonization and the “White Redoubt” (1950–1974). doi:10.1093/acrefore/9780190277734.013.734. ISBN 978-0-19-027773-4. https://oxfordre.com/africanhistory/display/10.1093/acrefore/9780190277734.001.0001/acrefore-9780190277734-e-734. Läst 6 juni 2024
5. ↑  ”História da PIDE/DGS” (på europeisk portugisiska). RTP Ensina. https://ensina.rtp.pt/artigo/historia-da-pidedgs/. Läst 6 juni 2024.
6. ↑  ”Portugal 1976 (rev. 2005) Constitution - Constitute” (på engelska). www.constituteproject.org. https://www.constituteproject.org/constitution/Portugal_2005. Läst 6 juni 2024.
7. ↑  Cuzán, Alfred G. (1999). Marco Rimanelli. red (på engelska). Democratic Transitions: The Portuguese Case. Palgrave Macmillan US. sid. 119–136. doi:10.1057/9780312292676_4. ISBN 978-0-312-29267-6. https://doi.org/10.1057/9780312292676_4. Läst 6 juni 2024